# Evangelische Kirche Altersberg

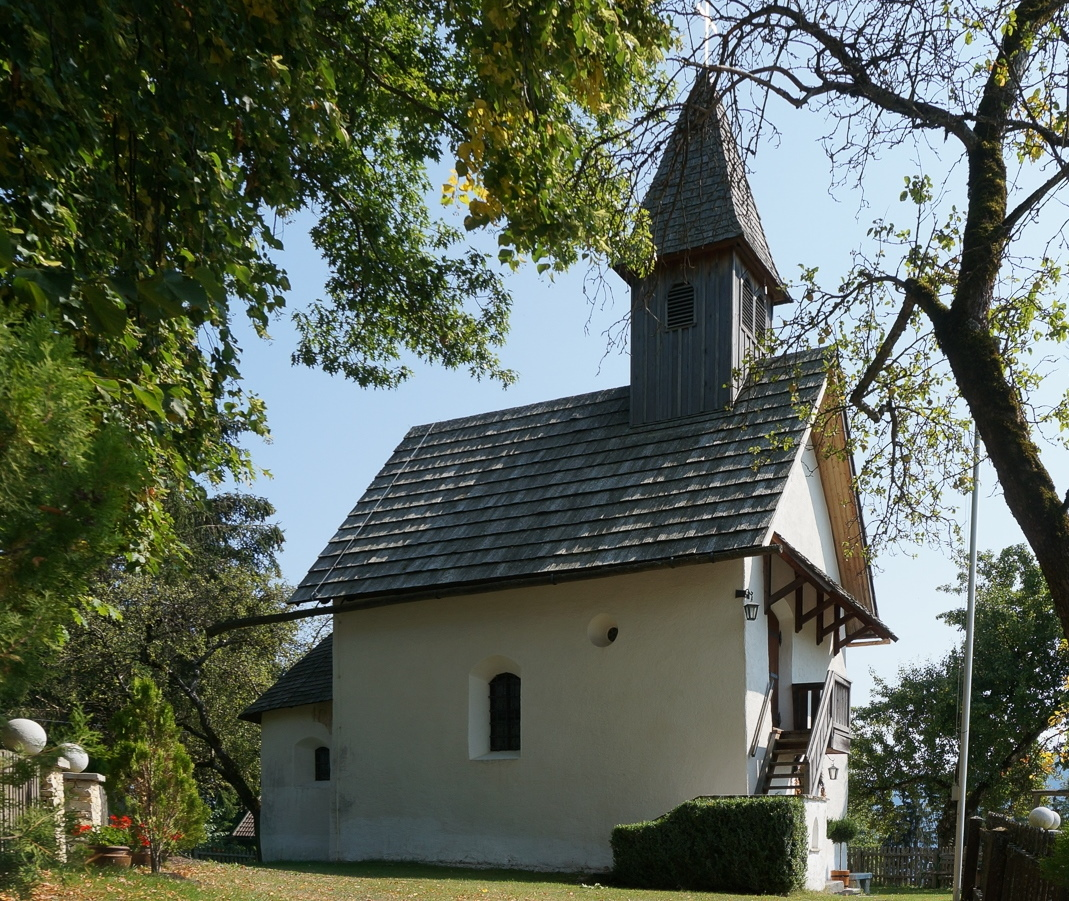
Evangelische Kirche Altersberg

Die evangelische Kirche Altersberg in der Gemeinde Trebesing ist in Privatbesitz. Sie stammt aus der Romanik. 1990–1996 wurde sie wieder für Gottesdienste adaptiert.

## Geschichte
Die romanische Kirche war ehemals dem heiligen Georg geweiht. Sie steht auf  uraltem Kulturboden des Hochstiftes Brixen. Ihre erste Erwähnung fand sie 1065. Um 1641 wurde sie erstmals als Filialkirche von Lieseregg erwähnt, um 1780 als armselig und entbehrlich bezeichnet und aufgelassen. 1807 wurde die Kirche verkauft und als Wirtschaftsgebäude eines nahen Bauernhofes verwendet. 1985 wurde die Kirche unter Denkmalschutz (Listeneintrag) gestellt. In den Jahren 1995/96 wurde sie restauriert. Am 7. Juli 1996 fand der erste evangelische Gottesdienst statt.

## Baubeschreibung
Die Kirche ist ein kleiner Bau des 13. Jahrhunderts aus Bruchsteinmauerwerk mit flach gedecktem Langhaus und einer kleinen Halbkreisapsis. Außen an der Nordwand befindet sich ein Fresko des heiligen Georg aus der ersten Hälfte des 15. Jahrhunderts, an der nördlichen Apsiswand ein Freskenfragment einer Kreuzigung, an der Ostwand drei kniende und betende Figuren aus der zweiten Hälfte des 14. Jahrhunderts. Aus der Zeit der Restaurierung von 1656 stammen wohl das in spätgotischer Tradition gestaltete Portal und die Barockisierung des Innenraums. Unter den ornamentalen Fresken aus dem Mitte des 17. Jahrhunderts in der Apsiswölbung wurden ältere Fresken freigelegt. Dargestellt sind Apostel- und Heiligenfiguren unter Christus Pantokrator in der Mandorla (14.–15. Jahrhundert), Evangelistensymbole, ein Heiligenzyklus und eine Stifterszene. An der Triumphbogenwand ist die Darstellung des Lamm Gottes vom Ende des 14. Jahrhunderts sowie der heilige Georg an der Nordwand des Langhauses zu sehen. Aus dem Jahre 1656 stammen die barocken Fresken der Jesuitenheiligen Stanislaus Kostka und Aloysius Gonzaga, die Wiedergabe der Marterwerkzeuge der Heiligen  Katharina und Leonhard sowie ein Harnisch mit Waffen und der Inschrift SPQR.